# Syrphus ribesii
Espèce
Le syrphe du groseillier (Syrphus ribesii) est une espèce d'insectes diptères brachycères.

## Description
Le mâle est plus difficile à identifier que la femelle. Le syrphe du groseillier est très proche de Syrphus vitripennis et Syrphus torvus.
Ses ailes sont transparentes. Comme les autres diptères, il n'en a qu'une paire. Ses yeux sont écartés, sans poils. Son visage est entièrement jaune. L'abdomen de cet insecte est caractérisé par des bandes jaunes sur les tergites 3 et 4 et des taches jaunes sur le tergite 2 typiques, qui ressemblent à des moustaches. Le fémur postérieur est entièrement jaune chez les femelles permettant de les distinguer des autres espèces du genre Syrphus.

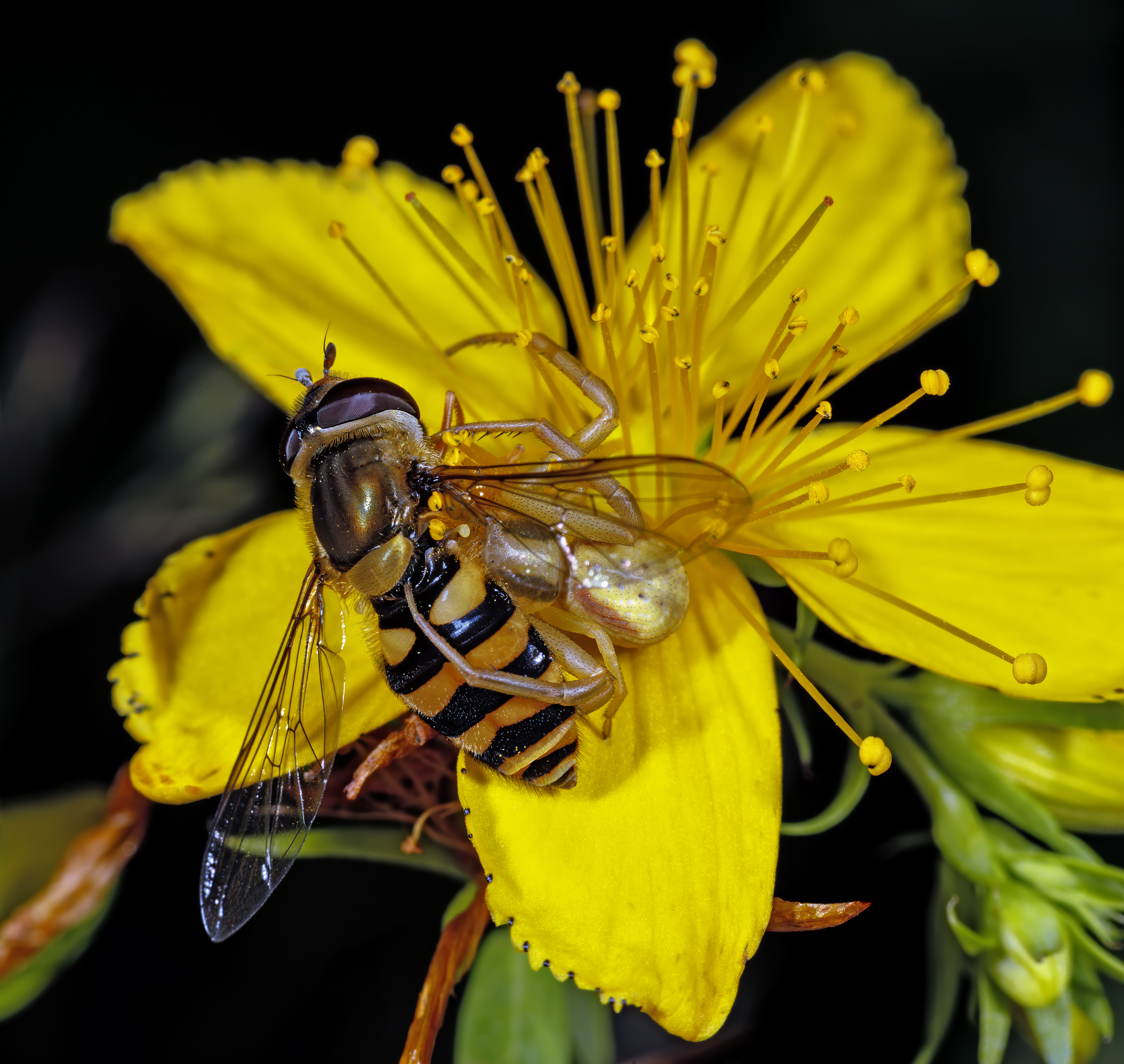
Le syrphe du groseillier servant de proie à Misumena vatia

## Écologie et répartition
Comme la plupart des syrphes, il se déplace de fleur en fleur et pratique le vol stationnaire. Il se nourrit du miellat fabriqué par les pucerons. Il pond un œuf à proximité des colonies de pucerons. Sa larve de couleur jaune se nourrit de ceux-ci. Elle peut en ingurgiter 150 par jour.
Sa présence est commune en Europe et en Amérique du Nord, les adultes vols d'avril à novembre.